# セルジャン・サラレル
セルジャン・サラレル=オスーナ（Sercan Sararer-Osuna、1989年11月27日 - ）は、ドイツ・ニュルンベルク出身のサッカー選手である。元トルコ代表。ポジションはMF。

## 経歴
ユース時代はSpVggグロイター・フュルトのユースチームで過ごした。
2006年にSpVggグロイター・フュルトⅡへ昇格した。その後2008年からはトップチームへ昇格。トップチームでは108試合に出場。2012年のチーム史上初のブンデスリーガ1部への昇格にも貢献した。
2013年夏、ユース時代から在籍してきたSpVggグロイター・フュルトに別れを告げ、VfBシュトゥットガルトへ移籍した。
2015年5月27日、フォルトゥナ・デュッセルドルフへ完全移籍した。契約期間は2018年6月末までの3年間。

## 代表歴
サラレル自身はドイツで生まれ育ったが、父親がトルコ人、母親がスペイン人であるため3か国の代表のいずれかを選ぶことが出来た。
2012年5月、父親のルーツであるトルコ代表を選択。5月24日、ジョージア代表との試合で代表デビューをした。

## 所属クラブ
- SpVggグロイター・フュルトII 2006-2008
- SpVggグロイター・フュルト 2008-2013
- VfBシュトゥットガルト 2013-2015
- フォルトゥナ・デュッセルドルフ 2015-2016
- SpVggグロイター・フュルト 2016-2018
- カールスルーエSC 2018-2019
- テュルクギュジュ・ミュンヘン 2020-2022
- KSVヘッセン・カッセル 2023-